# Прописка (воровской жаргон)
«Прописка» в тюремном сообществе — ритуал встречи новых заключённых в камерах учреждений пенитенциарной системы, который проводится с целью оценить статус нового сокамерника в уголовном сообществе, а также определить круг его прав и обязанностей. Как правило, «прописка» является редким явлением в среде взрослых уголовников, обычно ей подвергаются в местах заключения для несовершеннолетних или в следственных изоляторах.

## Общие сведения
Слово «прописка» имеет хождение в местах лишения свободы с начала 60-х годов XX века на всей территории бывшего СССР. По некоторым сведениям, корни этого ритуала можно отыскать ещё в дореволюционных временах. Наиболее широко это понятие распространено в воспитательно-трудовых колониях для несовершеннолетних преступников (на малолетке). Сам ритуал «прописки» используется не во всех тюрьмах и лагерях, однако прошедшего через него человека считают морально подготовленным к пребыванию за решёткой.
В большинстве ситуаций «прописка» затевается по инициативе авторитетных зэков для того, чтобы прощупать слабые и сильные стороны незнакомого сидельца, найти компрометирующие факты в его биографии, проверить знание воровских традиций и т. п. «Прописка» может сводиться просто к избиению вновь прибывшего или проявляться в смягчённых формах, например, в виде пинка под зад за пробелы в знании «блатных законов».

## Процедура «прописки»
Процедура прописки обычно проводится в таких местах, где ей не может помешать лагерная администрация. В ходе прописки «бывалые» заключённые сначала расспрашивают новичка о его жизненном пути, выясняют детали его уголовного дела и поведения во время следственных процедур, проверяют знакомство с правилами поведения в камере, например, просьбами поднять якобы случайно оказавшиеся на полу предметы (полотенце, мыло и т. п.) Затем начинаются всевозможные тесты, которые нередко носят жестокий, дурацкий, издевательский или унизительный характер. Главной целью этих проверок является стремление сломить волю новичка и встроить его в сложившуюся в камере иерархию и систему отношений. Заканчивается прописка определением статуса новичка, а по результатам прописки ему может быть нанесена татуировка на тело и присвоено прозвище. Татуировка может быть насильственной, а прозвище — оскорбительным или наоборот уважительным.
Нередко прописка осуществляется в форме своеобразного «собеседования» вновь прибывшего с авторитетным зэком, который облечён правами принимать решение по поводу дальнейшей судьбы новичка. «Авторитет» может принять его в своё сообщество без предварительных условий или заставить пройти какие-либо испытания — так называемые «приколы». Под «приколами» (или «игрульками») обычно понимаются разного рода каверзные вопросы, хитрости, загадки и т. п., которые ставятся перед новичком с целью «приколоть», то есть — уличить в незнании моральных норм поведения членов преступного мира. Количество «приколов» при проведении прописки ничем не лимитируется, особенно если они имеют вид загадок. Тогда они сыпятся на новичка с возрастанием темпа, а за каждый неправильный ответ испытуемый может получать ложкой по лбу так, чтобы после окончания ритуала у него образовались хорошо видимые гематомы — «выросли рога».
Ещё одним способом прописки является импровизация «судебного заседания», в ходе которого из среды заключённых выбираются судьи, прокурор и адвокат. В результате такой «прописки» новичку может быть вынесен «приговор», который предписывает условия успешного окончания «прописки», например, в виде совершения серьёзного нарушения тюремного распорядка.

## Результат «прописки»
Если новичок не выдерживает процедуры «прописки», то его жизнь имеет высокие шансы стать невыносимой, что, в свою очередь, может стать причиной членовредительства, симуляции болезни или даже суицида.
Отмечается, что представители профессиональной элиты преступного мира не приветствуют беспредел при «прописке» и даже пытаются его пресекать. Например, в одной из «маляв» предписывается вести разъяснительную работу среди вновь прибывших «первоходов»:
В первый раз попавшим объясните уклад и правильный образ жизни "Дома нашего"
Результатом «прописки» может также быть предоставление новичку разрешения на определённый вид преступной деятельности (мошенничество, нелегальная торговля, кражи и т. п.) в пределах чётко очерченных границ некоторого места, населённого пункта, транспортного маршрута и т. п. в обмен на «налог», который должен быть уплачен за покровительство. Формы «налога», способы его сбора, методы обучения преступным навыкам, приёмы защиты от «чужаков» и «диких» обычно достаточно подробно расписаны во всех преступных сообществах.